# Казанский регион Горьковской железной дороги
Казанский регион Горьковской железной дороги (тат. Горький тимер юлының Казан регионы) — один из 5 регионов Горьковской железной дороги, обслуживает железнодорожную инфраструктуру на территории республик Татарстан, Марий Эл, Чувашия, Кировская область.
Управление Казанского региона Горьковской железной дороги расположено в городе Казани, ул. Чернышевского, д. 36/14.
Начальник региона — Черемнов Александр Павлович. Главный инженер — Ананьин Евгений Сергеевич.

## История

Пассажирский поезд, проходящий под мостом трассы М7 на Казанском отделении Горьковской ж/д недалеко от станции Тюрлема

Казанский регион является преемником Казанского отделения (тат. Горький тимер юлының Казан бүлекчәсе), образованного при объединении в 1961 году Казанской и Горьковских дорог. На сегодняшний день Казанский регион — крупнейшее подразделение Горьковской железной дороги. Границами Казанского региона являются: на востоке — станция Кизнер (с Ижевским регионом); на западе — станция Канаш (с Муромским отделением); на юге — станция Красный Узел, Цильна (с Куйбышевской железной дорогой).
1 июля 2010 года Горьковская железная дорога перешла на безотделенческую технологию управления производственно-технической деятельностью. Железнодорожные предприятия, находящиеся на территории отделения, переходят под прямое управление служб ГЖД. Отделение преобразовано в одноимённый регион.
Ныне в состав Казанского региона ГЖД входит 87 станций, 55 из них открыты для грузовых операций.